# Festival Internacional de Cinema de Sant Sebastià 1985
La 33a edició del Festival Internacional de Cinema de Sant Sebastià va tenir lloc entre el 19 i el 28 de setembre de 1985. En aquesta edició el Festival va recuperar la màxima categoria A (festival competitiu no especialitzat) de la FIAPF. A més de la secció oficial, també hi ha dues seccions paral·leles, la Zabaltegi o Zona oberta i la Zabaltegi-Nous realitzadors. En total es van exhibir 150 pel·lícules.

## Desenvolupament
Fou inaugurada el dia 19 per l'alcalde de Sant Sebastià Ramón Labayen Sansinenea i es va projectar fora de concurs Prizzi's Honor de John Huston. Van visitar el festival Jacqueline Bisset amb Alexander Godunov, Patxi Bisquert i Adolfo Marsillach. El dia 20 es van projectar Stín kapradiny i La Vie de famille, el la secció oficial, i Uramisten, Die Frau und der Fremde i Visages de femmes als zabaltegis. El 21 Ran i Golfo de Vizcaya en la secció oficial i Casablanca, Casablanca, Les Nanas i La historia oficial en els zabaltegis. El dia 22 es van projectar Yesterday i El lladre de Bagdad (amb música de l'Orquestra Simfònica de Barcelona dirigida per Carl Davis) de la secció oficial, i Caso cerrado, Una novia para David i Idí i smotrí. El dia 22 es van exhibir La Corte de Faraón i Gesher Tzar Me'od a la secció oficial, i el 23 La vieja música i Los días de junio a la secció oficial i Casas Viejas als Nous Realitzadors. També va visitar el festival Stefania Sandrelli, a qui li fou entregada la Conquilla de Plata a la Millor actriu que no va recollir el 1969 pel seu paper a L'amante di Gramigna.
El dia 25 foren projectades de la secció oficial Extramuros i Macho y hembra, i de nit Cocoon, fora de concurs, i dels zabaltegis Malambo, Frida, naturaleza viva i Kalabaza tripontzia. Van visitar el Festival els actors Don Ameche i Dominique Sanda. El dia 26 es van projectar Los motivos de Luz, La ciudad y los perros i Silverado en la secció oficial, i Uspekh i Colpo di fulmine als zabaltegis. Els actes festius del festival, però, es van veure afectats per la vaga general decretada per l'esquerra abertzale a causa de l'atemptat de l'Hotel Monbar a Baiona el dia 25 i en el que quatre membres d'ETA foren morts pel GAL. El dia 27, malgrat els incidents de la jornada anterior entre manifestants i policia, es va decidir mantenir el programa del festival i es van projectar Zina, Figlio mio infinitamente caro i Otra vuelta de tuerca de la secció oficial, i El suizo – un amour en Espagne als Nous Realitzadors. A la gala de clausura hi van assistir Kelly Le Brock, Ben Cross, Brenda Vaccaro i Giuliano Gemma. El dia 28 es va projectar Les Trottoirs de Saturne i es van entregar els premis.

## Jurat oficial
- Norma Aleandro
- André Delvaux
- Pál Gábor
- Ugo Tognazzi
- Imanol Uribe
- Manuel Vázquez Montalbán
- Haskell Wexler

## Pel·lícules exhibides

### Secció oficial
- Retorn al futur de Robert Zemeckis  (fora de concurs)
- Cocoon de Ron Howard  (fora de concurs)
- Buscant la Susan desesperadament de Susan Seidelman  (fora de concurs)
- Extramuros de Miguel Picazo
- Figlio mio infinitamente caro de Valentino Orsini
- Golfo de Vizcaya de Javier Rebollo Fernández
- La ciudad y los perros de Francisco J. Lombardi
- La Corte de Faraón de José Luis García Sánchez
- La Vie de famille de Jacques Doillon
- La vieja música de Mario Camus
- Les Trottoirs de Saturne d'Hugo Santiago Muchnik
- Los días de junio d'Alberto Fischerman
- Los motivos de Luz de Felipe Cazals
- Macho y hembra de Mauricio Walerstein
- Gesher Tzar Me'od de Nissim Dayan
- Otra vuelta de tuerca d'Eloy de la Iglesia
- Prizzi's Honor de John Huston  (fora de concurs)
- Ran d'Akira Kurosawa  (fora de concurs)
- Silverado de Lawrence Kasdan (fora de concurs)
- Stín kapradiny de František Vláčil
- El lladre de Bagdad de Raoul Walsh (fora de concurs)
- Yesterday de Radosław Piwowarski
- Zina de Ken McMullen

### Zabaltegi
- Babel òpera d'André Delvaux
- Die Frau und der Fremde de Rainer Simon
- Frida, naturaleza viva de Paul Leduc
- Idí i smotrí d'Elem Klimov
- La historia oficial de Luis Puenzo
- Latino de Haskell Wexler
- Malambo de Milan Dor
- Subway de Luc Besson
- La rosa porpra del Caire de Woody Allen
- Uramisten de Péter Gárdos

### Zabaltegi-Nous realitzadors
- Casablanca, Casablanca de Francesco Nuti
- Casas Viejas de José Luis López del Río
- Caso cerrado de Juan Caño Arecha
- Colpo di fulmine de Marco Risi
- Désir de Jean-Paul Scarpitta
- Ete und Ali de Peter Kahane
- Kalabaza tripontzia de Juan Bautista Berasategi Luzuriaga
- El suizo – un amour en Espagne de Richard Dindo
- Les Nanas d'Annick Lanoë
- Uspekh de Konstantin Khudiakov
- Pequeña revancha d'Olegario Barrera Monteverde
- Una novia para David d'Orlando Rojas
- Visages de femmes de Désiré Écaré

### Retrospectives
Aquest any es van projectar tres retrospectives: una en homenatge a Román Chalbaud, una anomenada Cenizas y diamantes sobre èxits dels anys 1970 (com Trens rigorosament vigilats de Jiří Menzel, Deep End de Jerzy Skolimowski i El miracle d'Anna Sullivan d'Arthur Penn), i La guerra de Vietnam al cinema (46 pel·lícules).

#### Román Chalbaud
- Caín adolescente (1959)
- Cuentos para mayores (1963)
- Chévere o La victoria de Wellington (1971)
- La quema de Judas (1974)
- Sagrado y obsceno (1976)
- El pez que fuma (1977)
- Carmen, la que contaba 16 años (1978)
- Bodas de papel (1979)
- El rebaño de los ángeles (1979)
- Cangrejo (1982)
- La gata borracha (1983)
- Cangrejo II (1984)
- Ratón de ferretería (1985)

#### "Cenizas y diamantes"
- Amèrica, Amèrica d'Elia Kazan
- Angelina o el honor de un brigadier de Louis King
- Banditi a Orgosolo de Vittorio De Seta
- Charulata a Satyajit Ray
- Cul-de-sac de Roman Polanski
- Deep End de Jerzy Skolimowski
- Deus e o Diabo na Terra do Sol de Glauber Rocha
- Die Artisten in der Zirkuskuppel: ratlos d'Alexander Kluge
- El pisito de Marco Ferreri
- L'avventura de Michelangelo Antonioni
- La muerte de un burócrata de Tomás Gutiérrez Alea
- Le Feu follet de Louis Malle
- Los golfos de Carlos Saura
- Zazie dans le métro de Louis Malle
- Trens rigorosament vigilats de Jiří Menzel
- El miracle d'Anna Sullivan d'Arthur Penn
- El tango en el cine de Guillermo Fernández Jurado i Rodolfo Corral
- En este pueblo no hay ladrones d'Alberto Isaac Ahumada
- Hallelujah the Hills d'Adolfas Mekas
- Hijo de hombre de Lucas Demare
- I pugni in tasca de Marco Bellocchio
- Il posto d'Ermanno Olmi
- L'avançament de Dino Risi
- Rękopis znaleziony w Saragossie de Wojciech Jerzy Has
- El romance del Aniceto y la Francisca de Leonardo Favio
- Sanma no aji de Yasujirō Ozu
- King & Country de Joseph Losey
- Jagdszenen aus Niederbayern de Peter Fleischmann
- Els amors d'una rossa de Miloš Forman
- Ombres de John Cassavetes
- Popiół i diament d'Andrzej Wajda
- Robinson Crusoe de Luis Buñuel
- Lola de Jacques Demy
- Pasażerka d'Andrzej Munk i Witold Lesiewicz
- Szegénylegények de Miklós Jancsó
- La soledat del corredor de fons de Tony Richardson
- The Red Badge of Courage de John Huston
- Tlayucan de Luis Alcoriza de la Vega
- Suna no onna de Hiroshi Teshigahara
- Une femme douce de Robert Bresson
- Viure la seva vida de Jean-Luc Godard
- Woodstock de Michael Wadleigh

#### La guerra del Vietnam al cinema
- 400 cm³ de Walter Heynowski i Gerhard Scheumann
- Am Wassergraben de Walter Heynowski i Gerhard Scheumann
- Die eiserne Festung de Walter Heynowski i Gerhard Scheumann
- Die Teufelsinsel de Walter Heynowski i Gerhard Scheumann
- Ein Vietnamflüchting de Walter Heynowski i Gerhard Scheumann
- Eintritt kostenlos de Walter Heynowski i Gerhard Scheumann
- Piloten im Pyjama de Walter Heynowski i Gerhard Scheumann
- Remington Cal. 12 de Walter Heynowski i Gerhard Scheumann
- 79 Primaveras de Santiago Álvarez Román
- Abril de Vietnam en el año del Gato de Santiago Álvarez Román
- Hanoi, martes 13 de Santiago Álvarez Román
- L.B.J de Santiago Álvarez Román
- Los dragones de Ha-Long de Santiago Álvarez Román
- Apocalypse Now de Francis Ford Coppola
- Así es Vietnam de Jorge Fons
- Cao-Xa de Pedro Mario Herrero López
- Le 17e Parallèle de Marceline Loridan-Ivens i Joris Ivens
- Hola, mare de Brian De Palma
- People's War de Robert Kramer
- The Edge de Robert Kramer
- Milestones de Robert Kramer i John Douglas.
- Txujogo goria ne bivaet de Marina Babak
- Hearts and Minds de Peter Davis
- In the Year of the Pig d'Emile De Antonio
- Memorias del infierno (Vietnam y Camboya) de Vicente Romero Ramírez
- The Green Berets de Ray Kellogg i John Wayne
- Mexico-Vietnam: Dos pueblos hermanos d'Óscar Menéndez Zavala
- Tercer Mundo, Tercera Guerra Mundial de Roberto Fernández Retamar, Julio García Espinosa i Miguel Torres
- Introduction to the Enemy de Haskell Wexler
- Dat Kho: Land of Sorrow de Hà Thúc Cần
- Vietnam, voyage dans le temps d'Edgard Telles Ribeiro
- Những năm tháng không thể nào quên de Ba Ky
- Mamo, mamo, txomu meni tak jarko? d'Oleksandr Kosinov
- Winter Soldier de Winterfilm Collective
- The War at Home de Glenn Silber i Barry Alexander Brown

## Palmarès
Els premis atorgats en aquesta edició foren:
- Conquilla d'Or a la millor pel·lícula: Yesterday de Radosław Piwowarski
- Conquilla d'Or (curtmetratge): Exit, de Pino Quartullo i Stefano Reali
- Premi Especial del Jurat: Zina de Ken McMullen
- Conquilla de Plata: 
  - Los motivos de Luz de Felipe Cazals 
  - La Corte de Faraón de José Luis García Sánchez
- Premi Sant Sebastià al millor director: Francisco J. Lombardi per La ciudad y los perros
- Premi Sant Sebastià d'interpretació femenina: Mercè Sampietro, per Extramuros de Miguel Picazo
- Premi Sant Sebastià d'interpretació masculina: Piotr Siwkiewicz, per Yesterday de Radosław Piwowarski
- Premi CIGA per Nous Realitzadors: Casablanca, Casablanca de Francesco Nuti 
  - Menció especial: Kalabaza tripontzia de Juan Bautista Berasategi Luzuriaga
- Premi OCIC: Ran d'Akira Kurosawa [18]
- Premi FIPRESCI: Los días de junio d'Alberto Fischerman
- Premi de l'Ateneu Guipuscoà: Yesterday de Radosław Piwowarski
- Premi de la Societat Fotogràfica de Sant Sebastià: 
  - Bryan Loftus per Zina de Ken McMullen 
  - Javier Aguirresarobe Golfo de Vizcaya de Javier Rebollo
- Premi TVE a la millor pel·lícula iberoamericana: Pequeña revancha d'Olegario Barrera Monteverde